# Кувахт
Кувахт (нід. Koewacht) — село на кордоні Бельгії і Нідерландів, більша частина території якого належить до бельгійської провінції Східна Фландрія, а менша — до нідерландської провінції Зеландія. Нідерландська частина села адміністративно відноситься до муніципалітету Тернезен.
Його площа становить 21,80 км², а населення станом на 2021 рік складало 2 938 осіб.
До 1970 року нідерландська частина населеного пункту мала статус окремого муніципалітету.

## Галерея

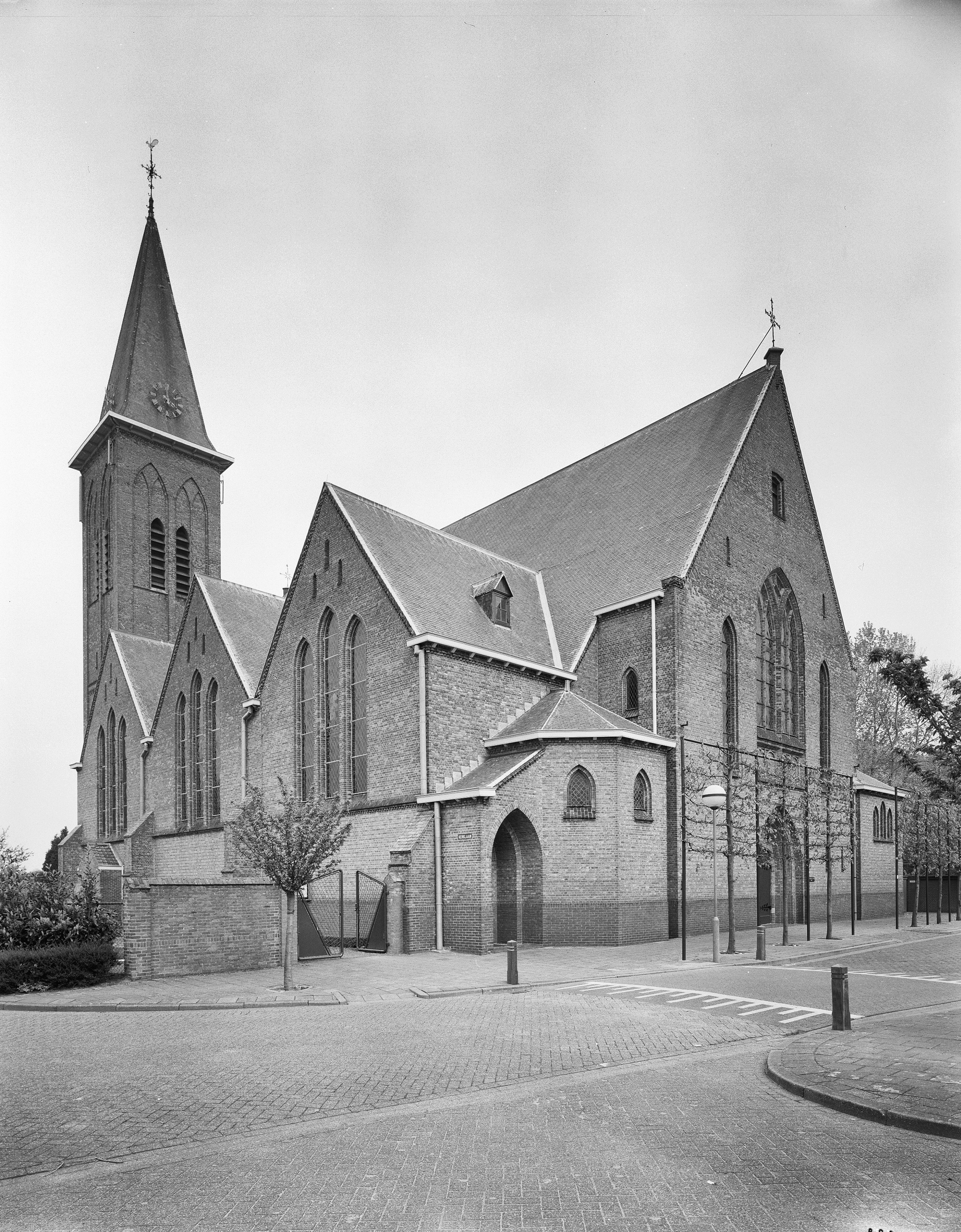
Церква у нідерландській частині
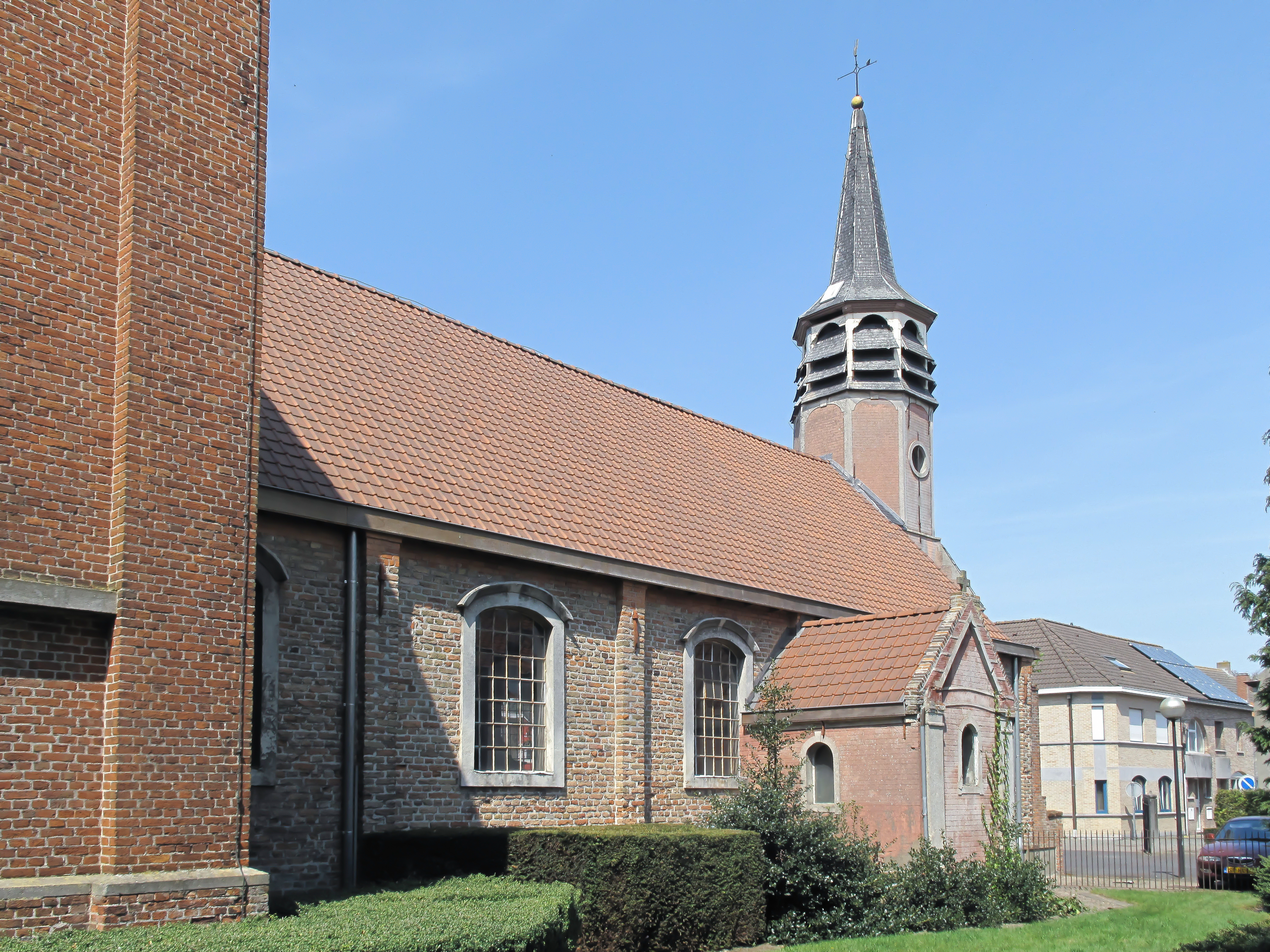
Церква у бельгійській частині